# Traktat
En traktat (af latin traktare = behandle skriftligt) er en aftale mellem to (eller flere) suveræne stater. Traktaten er selve den nedskrevne aftale (i snæver grad selve det originale underskrevne dokument).
Traktater udfærdiges som afslutning på forhandlinger mellem lande og er folkeretligt bindende for traktatens parter. Der udfærdiges ofte traktater om krigsafslutning (våbenhvile eller fred) og handel. Traktater træder sædvanligvis først i kraft, når de er ratificeret (bekræftet) af parlamenterne i et vist antal af de underskrivende lande.
De traktater som har størst indflydelse på dansk politik i dag er Atlantpagten (NATO) og traktaterne, der ligger til grund for EU (Rom-traktaten Forfatningstraktaten m.fl.)